# 傳統統一之聲
傳統統一之聲（英語：Traditional Unionist Voice，缩写为TUV）是北愛爾蘭的一個愛爾蘭聯合主義政黨，成立於2007年12月7日，系自民主統一黨內反對聖安德魯協定的人士分裂出的政黨。現在傳統统一之聲在北愛爾蘭議會有1個議席。

## 外部連結
- TUV website （页面存档备份，存于）